# LNFA Femenina 2018
La LNFA Femenina 2018 è l'8ª edizione del campionato di football americano femminile di primo livello, organizzato dalla FEFA.

## Squadre partecipanti
| Club                 | Città                     | Stadio | Sponsor ufficiale | Risultato nella stagione 2017 |
| -------------------- | ------------------------- | ------ | ----------------- | ----------------------------- |
| Badalona Dracs       | Badalona                  |        |                   |                               |
| Barberá Rookies      | Barberà del Vallès        |        |                   |                               |
| Barcelona Búfals     | Barcellona                |        |                   |                               |
| L'Hospitalet Pioners | L'Hospitalet de Llobregat |        |                   |                               |
| Terrassa Reds        | Terrassa                  |        |                   |                               |

## Stagione regolare

### Calendario

#### 1ª giornata
| Terrassa 21 gennaio 2018, ore 16:00 | Terrassa Reds | 44 – 6 referto | Badalona Dracs | Pistas de Can Jofresa |

| Barcellona 21 gennaio 2018, ore 16:30 | Barcelona Búfals | 14 – 6 referto | L'Hospitalet Pioners | Campo del Agapito |

#### 2ª giornata
| Barberà del Vallès 3 febbraio 2018, ore 16:00 | Barberá Rookies | 34 – 0 referto | L'Hospitalet Pioners | Instal·lacions de Can Llobet |

| Badalona 4 febbraio 2018, ore 13:30 | Badalona Dracs | 0 – 34 referto | Barcelona Búfals | Camp Municipal de Montigalà |

#### 3ª giornata
| Barberà del Vallès 10 febbraio 2018, ore 16:00 | Barberá Rookies | 57 – 0 referto | Badalona Dracs | Instal·lacions de Can Llobet |

| Terrassa 11 febbraio 2018, ore 16:00 | Terrassa Reds | 13 – 12 referto | Barcelona Búfals | Pistas de Can Jofresa |

#### 4ª giornata
| Barberà del Vallès 24 febbraio 2018, ore 16:00 | Barberá Rookies | 18 – 6 referto | Terrassa Reds | Instal·lacions de Can Llobet |

| Santa Coloma de Gramenet 25 febbraio 2018, ore 11:30 | Badalona Dracs | 0 – 21 referto | L'Hospitalet Pioners | Campo de Fútbol Badalona Sud |

#### 5ª giornata
| L'Hospitalet de Llobregat 4 marzo 2018, ore 11:00 | L'Hospitalet Pioners | 20 – 12 referto | Terrassa Reds | Estadi La Feixa Llarga |

| Barcellona 4 marzo 2018, ore 15:00 | Barcelona Búfals | 12 – 25 referto | Barberá Rookies | Camp de Futbol de la Barceloneta |

#### 6ª giornata
| Santa Coloma de Gramenet 18 marzo 2018, ore 11:30 | Badalona Dracs | 2 – 13 referto | Terrassa Reds | Campo de Fútbol Badalona Sud |

#### 7ª giornata
| L'Hospitalet de Llobregat 25 marzo 2018, ore 11:00 | L'Hospitalet Pioners | 12 – 33 referto | Barberá Rookies | Complex Esportiu L'Hospitalet Nord |

| Barcellona 25 marzo 2018, ore 16:00 | Barcelona Búfals | 38 – 0 referto | Badalona Dracs | Camp de Futbol de la Barceloneta |

#### 8ª giornata
| Santa Coloma de Gramenet 15 aprile 2018, ore 11:30 | Badalona Dracs | 0 – 37 referto | Barberá Rookies | Campo de Fútbol Badalona Sud |

| Barcellona 15 aprile 2018, ore 14:00 | Barcelona Búfals | 34 – 6 referto | Terrassa Reds | Camp de Futbol de la Barceloneta |

#### 9ª giornata
| L'Hospitalet de Llobregat 22 aprile 2018, ore 11:00 | L'Hospitalet Pioners | 30 – 6 referto | Badalona Dracs | Estadi La Feixa Llarga |

| Terrassa 22 aprile 2018, ore 16:00 | Terrassa Reds | 12 – 43 referto | Barberá Rookies | Campo de Fútbol de Can Boada |

#### 10ª giornata
| 13 maggio 2018, ore 10:30 | Barberá Rookies | 39 – 12 referto | Barcelona Búfals |  |

| Terrassa 13 maggio 2018, ore 16:00 | Terrassa Reds | 0 – 16 referto | L'Hospitalet Pioners | Campo de Fútbol de Can Boada |

#### Recuperi 1
| L'Hospitalet de Llobregat 19 maggio 2018, ore 12:00 | L'Hospitalet Pioners | 6 – 18 referto | Barcelona Búfals | Complex Esportiu L'Hospitalet Nord |

### Classifica
La classifica della regular season è la seguente:
- PCT = percentuale di vittorie, G = partite giocate, V = partite vinte,  P = partite perse, PF = punti fatti, PS = punti subiti

| Pos. | Squadra              | PCT   | G | V | N | P | PF  | PS  |
| ---- | -------------------- | ----- | - | - | - | - | --- | --- |
| 1    | Barberá Rookies      | 1.000 | 8 | 8 | 0 | 0 | 286 | 54  |
| 2    | Barcelona Búfals     | .625  | 8 | 5 | 0 | 3 | 174 | 95  |
| 3    | L'Hospitalet Pioners | .500  | 8 | 4 | 0 | 4 | 111 | 117 |
| 4    | Terrassa Reds        | .375  | 8 | 3 | 0 | 5 | 106 | 151 |
| 5    | Badalona Dracs       | .000  | 8 | 0 | 0 | 8 | 14  | 274 |

## VIII Final de la LNFA Femenina
| Barberà del Vallès 26 maggio 2018, ore 16:30 | Barberá Rookies | 27 – 6 referto | Barcelona Búfals | Instal·lacions de Can Llobet |

## Verdetti
- Barberá Rookies Campionesse della Spagna 2018